# Physetica phricias
Physetica phricias là một loài bướm đêm trong họ Noctuidae.